# Nicoletta D'Arbitrio
Nicoletta D'Arbitrio (Napoli, 27 agosto 1948 – Napoli, 25 maggio 2017) è stata una restauratrice, scenografa e saggista italiana.

## L’opera di restauratrice di tessuti

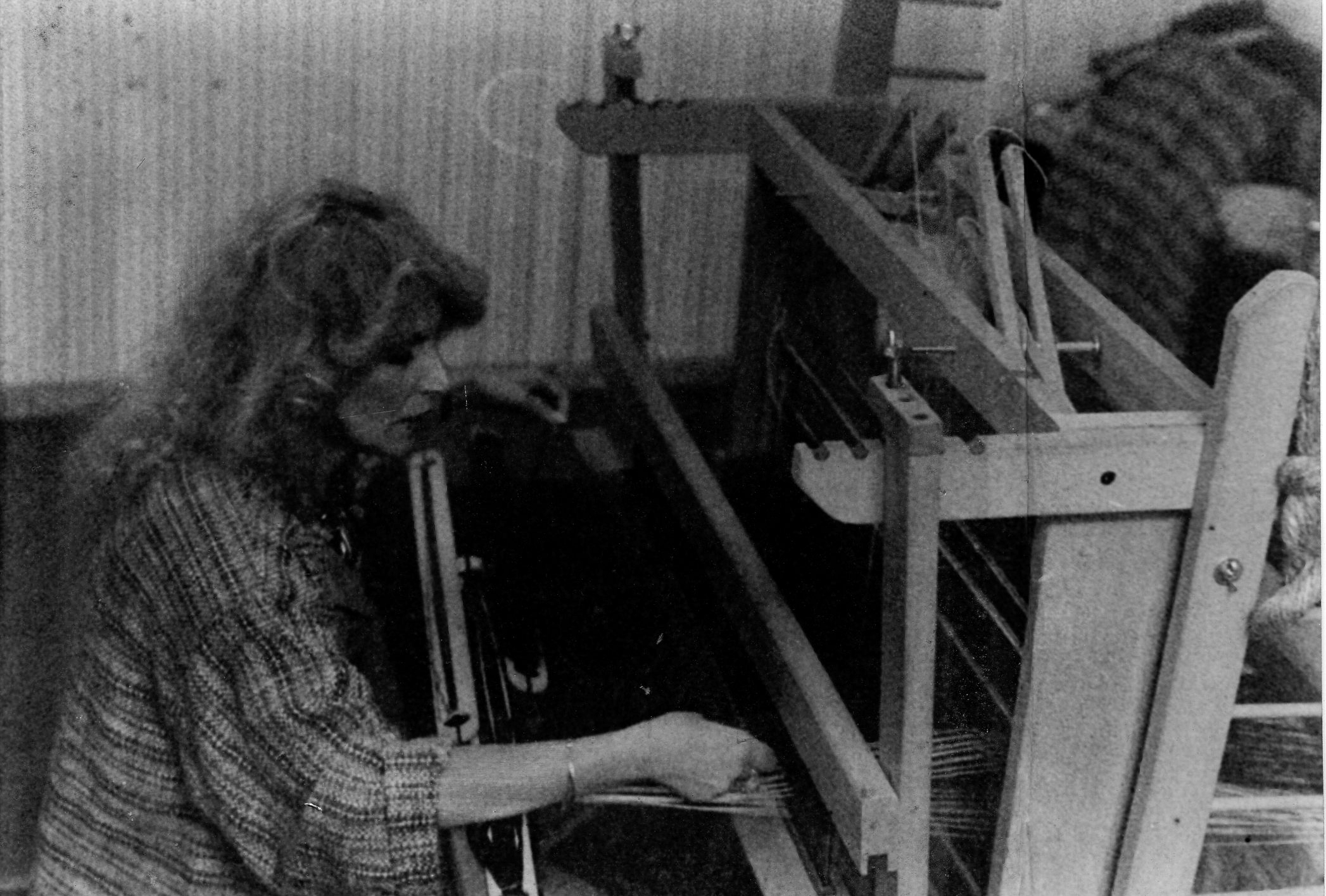
Nicoletta D'Arbitrio al telaio

Consegue il diploma in scenografia presso l'Accademia di belle arti di Napoli nel 1975, dedicandosi presto alla tessitura e al restauro dei tessuti d'arte. Si specializza all'Opificio delle pietre dure presso il laboratorio di restauro degli Arazzi, in Palazzo Vecchio (Firenze) nel 1989.  Docente di Restauro dei tessuti presso l’Accademia di belle arti di Napoli, nel corso degli anni le vengono affidati i restauri di alcune tra le più importanti testimonianze dell’arte tessile napoletana. Tra queste, gli Arazzi della Real Fabbrica Borbonica di San Carlo alle Mortelle (XVIII secolo) esposti nel Museo di Capodimonte e al Palazzo Reale di Napoli nell'appartamento storico. È suo il recupero dell’originale Giglio che decorava gli arazzi esposti a Palazzo Reale di Napoli durante il periodo borbonico e in seguito coperto dal simbolo della Casa Savoia dopo l’Unità d’Italia.

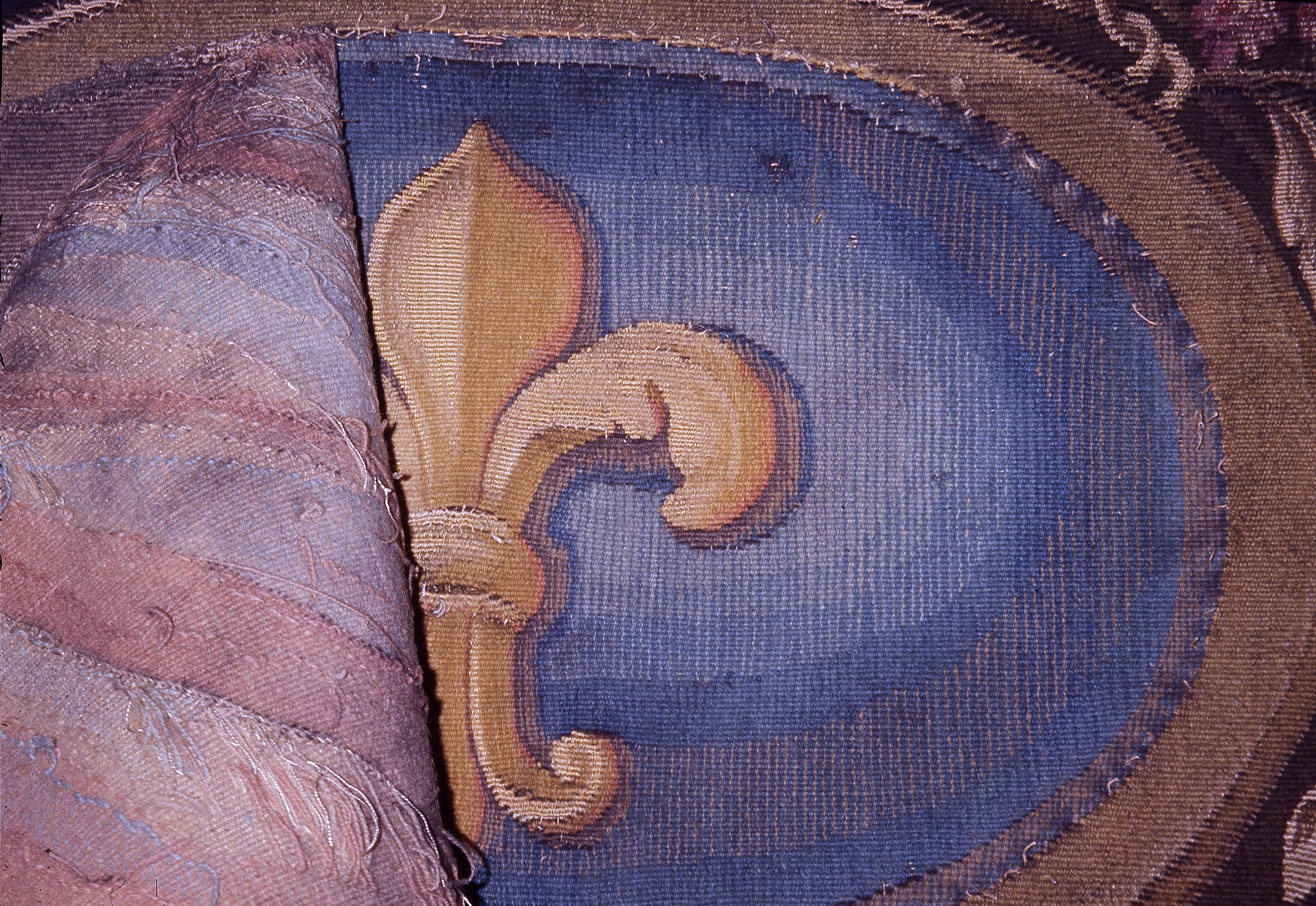
Arazzo della serie “La favola di amore e psiche”, giglio borbonico occultato durante la dominazione dei Savoia

Non meno importanti sono i restauri scientifico-materiali e la schedatura di opere d'arte tessile del patrimonio campano; tra questi gli abiti dei secoli XV, XVI, XVII, appartenuti ai re aragonesi e a nobili personaggi della corte vicereale, poi esposti nella Sala del Tesoro nella chiesa di San Domenico Maggiore, i panni ricamati della serie Le virtù di San Tommaso della collezione d'Aquino (secolo XVII) e i paramenti sacri della chiesa di San Domenico Maggiore in Napoli, il riordino dei reperti tessili del I° secolo d.C. provenienti dagli scavi archeologici di Ercolano e di Pompei per la esposizione nel Museo Archeologico di Napoli, gli arazzi della manifattura settecentesca di San Carlo alle Mortelle dei Borbone di Napoli (Palazzo Reale di Napoli), i panni ricamati del XVII secolo della collezione d'Avalos (Museo di Capodimonte), i paramenti sacri del XVII e XVIII secolo della Cappella del Tesoro di San Gennaro.
Autrice di numerose pubblicazioni sul restauro dei tessuti e sulla moda nel Regno di Napoli nei secoli e sotto diverse dominazioni (in particolare sulla moda aragonese e quella dei Borbone), la D’Arbitrio è stata pioniera nell’applicazione di tecniche di restauro dei tessuti e ha rappresentato l’arte campana in diverse mostre in Italia e all’estero. Tra queste, la curatela della sezione "Tessuti" per la Mostra  Las Manufacturas Napolitanas de Carlos y Ferdinando Borbon, entre Rococo y Neoclasicismo o Las utopias posibles, Madrid, Real acàdemia de Bellas Artes de San Fernando, la mostra Un giojello per la Regina, esibizione di preziosi monili ed abiti di gala, appartenuti alla corte del Regno di Napoli dal 1743 al 1860, tenutasi al Museo Certosa di San Martino nel gennaio 2006 e in seguito a New York, luglio-agosto 2006, e Tokyo, nel gennaio 2007. Ancora, nel 2009 ha curato la mostra I Pastori Napoletani e le Vestiture del Regno di Napoli a Londra.
All'attività professionale di restauratrice e docente di restauro dei tessuti ha affiancato quella di studiosa dell’arte tessile, rivelando tra le altre cose il contributo dato dagli artisti del Regno di Napoli nel XV e XVI secolo alla diffusione dell'arte tessile in Francia, dove furono invitati e ospitati nelle dimore reali. Si è occupata anche delle vicende delle comunità di artisti e artigiani, non solo autoctone, che si radicarono strutturalmente in aree urbanistiche della città di Napoli caratterizzando strade, vicoli e toponomastica, come ad esempio gli insediamenti nella cosiddetta area dei “Quartieri spagnoli”.

## Studi dell'arte tessile

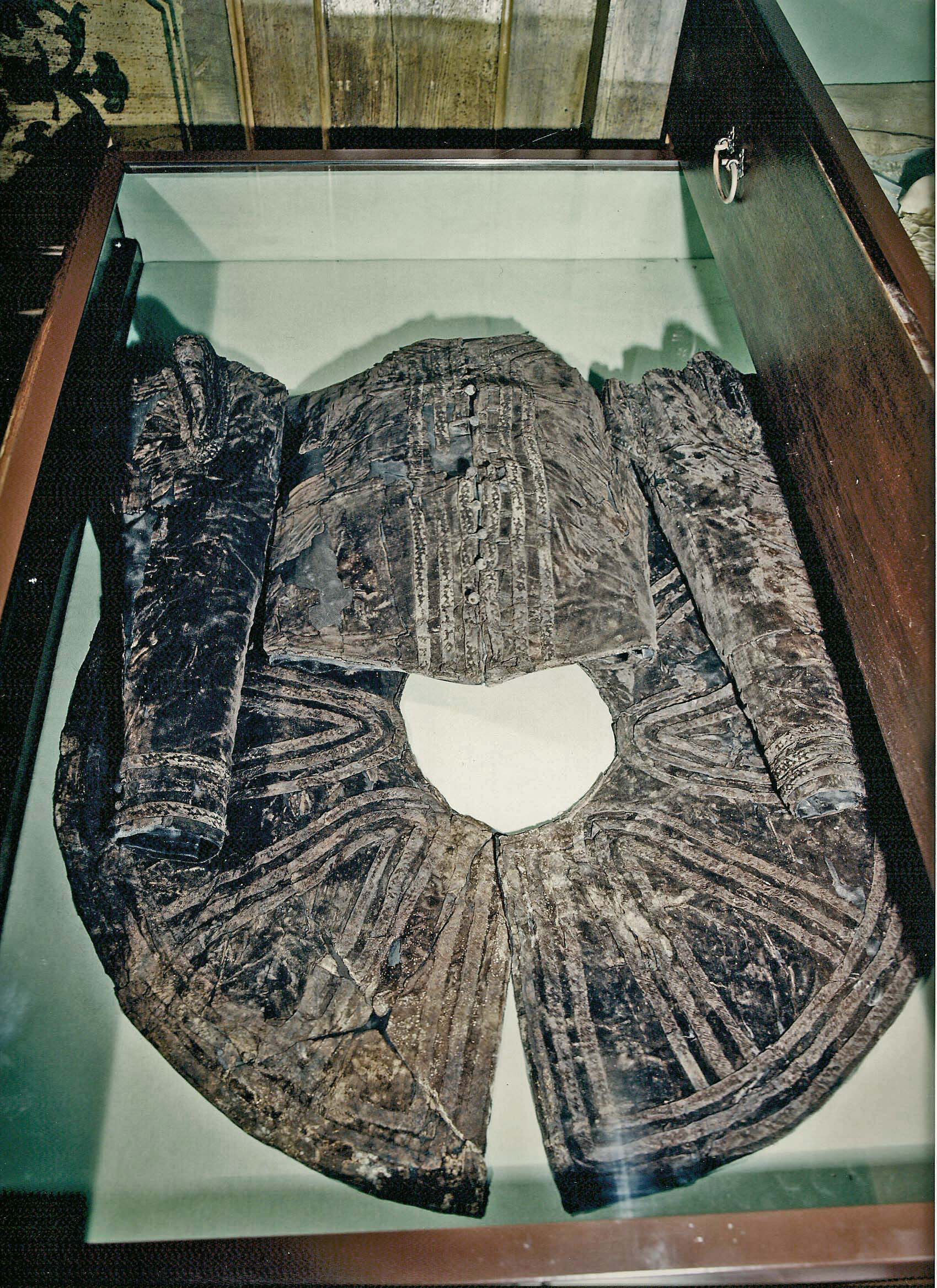
Abito di Francesco Ferrante d'Avalos

Gli studi della D’Arbitrio si sono anche soffermati sulla centralità dell’arte tessile nella rappresentazione del potere in tutte le sue forme: negli arazzi dei Borbone come nei ricami del casato d’Aquino si ricorse all’immaginario artistico per perpetuare le virtù dei loro titoli così da legittimare il potere terreno. Non marginale rispetto alla funzione autocelebrativa del potere, i manufatti restaurati testimoniano la diffusione di moduli produttivi favoriti dall’espansione politica e dal commercio. La stessa moda, l’arte dell’apparire – questa la tesi della D’Arbitrio – si avvalse dei transiti umani tra città e Stati, diffondendosi attraverso artefici e maestri, di cui, nei documenti esaminati, restano i nomi e la provenienza. Questi, tentati da opportunità di lavoro in aree geografiche distanti da quella propria, nel farsi portatori della loro maestria e conoscenza, contribuirono anche alla diffusione di mode secondo il luogo di derivazione. La terminologia stessa, ricca ed esotica, nell’indicare lavorazioni e fogge “alla” seguito dal luogo di provenienza, è prova di una cultura non solo locale ma transnazionale. 
Il linguaggio tessile è ricco d’implicazioni; per la D’Arbitrio, la missione del restauro segue il medesimo percorso, “riannodare i fili” della storia. Significativa è la sua riflessione: Il restauro è un “momento” decisivo nella vita di un manufatto d’arte e deve essere affrontato con la responsabilità e la consapevolezza che derivano dalla conoscenza delle opere, condizione indispensabile per rispettare la personalità dei creatori.

## Pubblicazioni
- Le arti di Penelope : la tessitura ed il ricamo in Campania, i ricami di Somma Vesuviana, 1984, Grafica Nappa, Aversa.
- San Domenico Maggiore "La nova sacristia" : le arche, gli apparati e gli abiti dei re aragonesi, 2001, Edisa, Napoli.
- L' età dell'oro : i maestri dell'arte orafa del Regno di Napoli : il Borgo Orefici, 2007, Artemisa, Napoli. ISBN 8890183446
- I borghi e le strade delle arti di Napoli: i gioielli e i tessuti d'oro e d'argento dei maestri dell'arte, 2009, Artemisa, Napoli. ISBN 88-901834-3-8
- I tessuti d'arte del regno di Napoli, 2015, Ad Est dell'Equatore. ISBN 8895797787.

## Curatele e co-autrice
- L'arte della tessitura in Campania, Napoli, Tommaso Marotta editore, 1989.
- Settecento napoletano: sulle ali dell’aquila imperiale (a cura di Nicola Spinosa), Napoli, Electa, 1994. ISBN 978-8843547807.
- Lo Bello Vedere di S. Leucio e le Manifatture, con Annamaria Romano, Napoli, Edizioni scientifiche italiane, 1998.[senza fonte]
- La "Nova Sacristia - le Arche Gli apparati e Gli abiti dei Re Aragonesi, Napoli, EDISA, 2001.
- Un giojello per la Regina, Napoli, Electa, 2006. ISBN 9788851003975[senza fonte]
- Trame traverse in Gaspare Traversi, napoletani del '700 tra miseria e nobiltà, Napoli, Electa, 2003. ISBN 9788851001599[senza fonte]
- Le reali cappelle, i riti, gli apparati in Don Chisciotte e l'utopia possibile, Roma, Rai Eri 2004. ISBN 9788839713421[senza fonte]
- {{sf|La veste de' nobiltà in Tiziano e il ritratto di corte da Raffaello ai Carracci, Napoli, Electa, 2006. ISBN 978-8851003364
- Arte e moda di corte e il re imprenditore in I Borbone di Napoli, Napoli, Franco Di Mauro editore, 2009. ISBN 978-88-87365-74-0
- tessuti d'arte per il corredo di San Gennaro in San Gennaro patrono delle arti conversazioni in Cappella, Napoli, Artem, 2014.

Insieme al marito, arch. Luigi Ziviello, ha pubblicato:
- Le Case di Pietra, architettura rupestre dell’isola d’Ischia, Napoli, Società Editrice Napoletana, 1982 poi ESI, 1991; Isbn 8871043693
- Dal Grand Eden Hotel di Piazza Amedeo alla fabbrica Cirio di Vigliena, Napoli, Fiorentino, 1992;
- La tavola del Re, Napoli, ESI, 1997
- Il Real Palazzo di Napoli negli anni di Ferdinando II, Napoli, EDISA, 1999
- Il Reale Albergo dei Poveri di Napoli. Un edifizio per le arti della, Napoli, EDISA, 1999
- I Borbone a Ischia, la Villa de’ Bagni, Napoli, EDISA, 2000
- Il Real Albergo dei poveri di Napoli, carteggi 1752 - 1896, Napoli, EDISA, 2001
- Carolina Murat, la Regina francese del Regno delle Due Sicilie, Napoli, EDISA, 2003
- Leopoldo di Borbone a Ischia, Napoli, Valentino, 2004
- Cronache del Real Palazzo, Napoli, EDISA, 2006.
- Ischia nelle arti visive francesi dell’Ottocento, Napoli, ad est dell’equatore, 2017, ISBN 9788899381417